# Voldby Kirke (Favrskov Kommune)
 For alternative betydninger, se Voldby Kirke. (Se også artikler, som begynder med Voldby Kirke)
Voldby Kirke ligger i landsbyen Voldby, et par kilometer syd for Hammel.
Kirkens skib og kor er fra ca. 1200, mens styltetårnet er fra 1500-tallet og i øvrigt sidenhen ombygget. Altertavlen er en sengotisk fløjaltertavle fra ca. 1520, der stammer fra Claus Bergs værksted.

## Eksterne kilder og henvisninger
- Voldby Kirke hos KortTilKirken.dk
- Voldby Kirke hos danmarkskirker.natmus.dk (Danmarks Kirker, Nationalmuseet)

- Wikimedia Commons har flere filer relateret til Voldby Kirke (Favrskov Kommune)